# Wenzel von Olmütz
Wenzel von Olmütz war ein spätmittelalterlicher Kupferstecher und Goldschmied aus Mähren, dessen überlieferte Schaffenszeit die letzten beiden Jahrzehnte des 15. Jahrhunderts umfasste. Sein Kupferstich Die Zigeunerfamilie gilt als eine der ältesten Zigeunerdarstellungen in Böhmen und Mähren. Insgesamt sind knapp 100 Kupferstiche überliefert, von denen die meisten als Kopien fremder Vorlagen gelten (so von Originalen Martin Schongauers und des Hausbuchmeisters, ebenso die reformatorische Papstesel-Karikatur). Hingegen gelten seine Goldschmiedearbeiten und Ornamententwürfe als eigene Schöpfungen.